# Organisationales Lernen
Organisationales Lernen ist einerseits der sozialwissenschaftliche Themenkomplex über die sogenannte Lernende Organisation, der Handlungsmuster, Bedingungen und Untersuchungen sowohl auf theoretischer als auch auf praktischer Ebene behandelt und die Fragen zu klären versucht, wie eine Organisation beschaffen sein muss, um lernen zu können, und wie letztlich dieses Lernen vonstattengeht und zu bewerten ist.
Andererseits kann Organisationales Lernen auch den reinen Lernprozess auf organisationaler Ebene bezeichnen, bei dem man davon ausgeht, dass nicht nur die einzelnen Mitglieder zum Zwecke der Effizienzsteigerung lernen, sondern dass die gesamte Organisation „lernt“. Die Manipulation der Wissensbasis und die Aneignung verschiedener Kompetenzen durch einzelne Mitglieder der Organisation ist hierbei der maßgebliche Teil des organisationalen Lernens.

## Organisationales Lernen nach Chris Argyris und Donald A. Schön
Argyris und Schön beschäftigten sich aus mehreren Blickwinkeln mit dem Organisationalen Lernen und vereinten nach eigener Aussage erstmals die praktische mit der theoretischen Sicht. So bieten Argyris und Schön nicht nur ein theoretisches Modell, sondern auch praktische Erkenntnisse und Handlungsvorschläge an.

### Aktionstheorien
Zunächst stellen sie ein Kausalitätsbasiertes Grundmodell für Aktionstheorien auf: Es gibt Situationen (S), Aktionsstrategien (A), Ergebnisse/Ziele (E) und Leitwerte (L). Aktionstheorien beeinflussen die Auswahl der Aktionsstrategie A um in einer Situation S zum Ergebnis E zu gelangen. Die Leitwerte L erklären in diesem Zusammenhang das Ergebnis E als wünschenswert bzw. anstrebsam.
Es werden zwei Arten von Aktionstheorien unterschieden: Die vertretene Theorie (englisch espoused theory) (im Folgenden: vertretene Aktionstheorie) und die handlungsleitende Theorie (englisch theory-in-use).  Die „vertretene Aktionstheorie“ ist diejenige Aktionstheorie, die der Handelnde zu benutzen vorgibt. Sie ist durch Aussagen oder Dokumente explizit vorgegeben. Die „handlungsleitende Theorie“ ist die tatsächlich durch den Handelnden angewendete Handlungstheorie. Die handlungsleitende Theorie ist implizit.
Die Autoren haben herausgefunden, dass oft „Differenzen zwischen den Aktionstheorien“ bestehen. Die vertretene Aktionstheorie und die handlungsleitende Theorie desselben Individuums oder derselben Organisation weisen oft Unterschiede auf, die meistens unerkannt bleiben. Eine Ursache für diese Differenzen liegt nach Argyris und Schön in der Kombination aus routinierter Defensive und unproduktivem „Einschleifenlernen“ („Single-loop learning“, in der Literatur auch manchmal „Einzelschleifenlernen“), das sich auf die verwendeten Handlungsstrategien auswirkt, nicht aber auf die Leitwerte. Dieses Lernen, auch „instrumentelles Lernen“ genannt, ist nicht unbedingt „schlecht“, daher auch die Betonung auf „unproduktivem Einschleifenlernen“: Das Einschleifenlernen, das Argyris und Schön hier meinen, erwächst nach den gemachten Erfahrungen aus defensivem Verhalten, das zur Vermeidung und Umgehung von Situationen eingesetzt wird, die als peinlich oder bedrohlich wahrgenommen werden. Zum Beispiel Schuldeingeständnisse oder die Angst davor, dass jemand entdecken könnte, dass man sich bei seinen Leitwerten geirrt hat.

### Modelle handlungsleitender Theorien

#### Modell I
Das Modell der handlungsleitenden Theorien, das das defensive Verhalten und Einschleifenlernen beschreibt, wird von Argyris und Schön als „Modell I handlungsleitender Theorien“ bezeichnet. Dieses Modell ist stark vereinfacht das Modell des „Gesichtwahrens“. Trotz positiver Absichten, wie z. B. „Zeige keine negativen Gefühle“, wird hierin hauptsächlich Zensur und Vertuschung betrieben, wodurch zwar das eigene Handeln manipuliert wird, aber die (vielleicht falschen) Leitwerte nicht überprüft werden.
Eine Organisation, in der Modell I vorherrscht, wird von Argyris und Schön „O-I Lernsystem“ bezeichnet.
Modell I beinhaltet Mechanismen, die Doppelschleifenlernen effektiv behindern. Es wird unterschieden zwischen der „primären Hindernisschleife“, die selbstverstärkende Modell I-Verhaltensmuster beschreibt, die auf individueller Ebene das Doppelschleifenlernen behindert, und der „sekundären Hindernisschleife“, die dieses Verhalten auf überindividueller Ebene beschreibt.

#### Modell II
Ein zweites Modell, das „Modell II handlungsleitender Theorien“, könnte als das Modell der Offenheit und Selbstreflexion bezeichnet werden. In diesem Modell steht die Untersuchung und eventuelle Korrektur von Leitwerten im Vordergrund. Hierbei kann es sich sowohl um die eigenen Leitwerte handeln, die offen kommuniziert werden, um durch Dritte untersuchbar zu sein, als auch um die Leitwerte anderer, bei deren Untersuchung man mithilft. Dieses Modell ist ein idealisiertes Modell, das nie vollkommen erreicht werden kann und ist daher mehr ein Leitbild. Eine Erreichung von „Modell-II“-Verhalten in bestimmten Bereichen ist auch nicht persistent. Der Handelnde muss, um möglichst nahe bei Modell II zu bleiben, stets bemüht sein, dieses zu erreichen.
Mit Hilfe von Modell II ist es möglich, das sogenannte „Doppelschleifenlernen“ zu etablieren. Diese Lernform beinhaltet eine Reflexion und Manipulation der Leitwerte. Dadurch ist es möglich, Konsequenzen, die zunächst als wünschenswert erschienen sind, als doch nicht so wünschenswert zu identifizieren. Dadurch kann eine ganz andere Auswahl an Handlungsstrategien stattfinden, die letztlich zu einer besseren Produktivität führen kann, als dies mit Einschleifenlernen möglich ist.
Bei Organisationen, in denen Modell II beobachtet wird, sprechen Argyris und Schön von „O-II Lernsystemen“. Eine Organisation, die ein O-II Lernsystem ist, wird von Argyris und Schön als Lernende Organisation bezeichnet.

### Einschleifen- und Doppelschleifenlernen

#### Schema

Das Doppelschleifen-Lernen beinhaltet beide Feedback-Schleifen; sowohl die Schleife zu den Strategien als auch zu den Leitwerten. Das Einschleifen-Lernen umfasst lediglich die Schleife zu den Strategien.

#### Veranschaulichung
Diese Veranschaulichung soll den Wirkungskreis von Einschleifen- und Doppelschleifenlernen etwas beleuchten, ebenso wie die weit fassbare Anwendbarkeit der Konzepte.
Ich fahre mit dem Fahrrad jeden Tag zur Uni. Nach einigen Tagen höre ich beim Fahren ein Quietschgeräusch. Nach der Uni sehe ich mir das Fahrrad genau an und untersuche die Herkunft des Quietschgeräusches. Dabei entdecke ich eine lockere Schraube. Ziehe ich diese Schraube fest, ist das Geräusch weg. Die Handlungsstrategie „Schraube festziehen“ hat die Konsequenz „Geräusch ist weg“ nach sich gezogen, unter der Berücksichtigung des Leitwertes, dass eine kurzfristige, unaufwendige Lösung gefragt ist, um das Geräusch weg zu bekommen.
Nach einigen Tagen quietscht es erneut. Da ich jetzt gelernt habe, wie ich das behebe, ziehe ich die Schraube erneut fest. (Einschleifenlernen)
Würde ich meinen Leitwert erweitern, und fordern, dass eine nachhaltige Lösung gefordert ist, dann genügt das Ziel „Geräusch ist weg“ nicht mehr der Anforderung. Ein neues Ziel „Geräusch ist dauerhaft weg“ erscheint nun als das erstrebenswerte Ziel. Dieses Ziel kann ich jedoch mit der bisherigen Handlungsstrategie nicht erreichen. Ich muss also genauer hinsehen und in diesem Fall Ursachenforschung betreiben. Dann hätte ich schon mit einer Doppelschleife gelernt. Als Nächstes folgt wieder eine einzelne Schleife, nämlich die mit der ich lerne, dass ich zum Beispiel eine Zahnscheibe zur Schraubensicherung benutzen kann.

### Von Modell I nach Modell II
Argyris und Schön zeigen an einigen Beispielen, wie Modell I und Einschleifenlernen zu Fehlentscheidungen in Organisationen geführt hat. Anhand der Fallstudie die dem Buch Wissen In Aktion zugrunde liegt, verdeutlicht Argyris, wie Modell II und Doppelschleifenlernen potenziell bessere Ergebnisse liefern können.
Eine schrittweise Anleitung, wie eine Organisation von O-I nach O-II gelangt, also auf organisationaler Ebene das Lernen lernt (organisationales Äquivalent zu Gregory Batesons „Deutero-Lernen“) können Argyris und Schön nicht geben, lediglich Hinweise. Zum einen kann Modell II ja nie vollkommen erreicht werden, daher ist die Transition von O-I nach O-II ein fortwährender Prozess. Zum anderen ist es nicht möglich die Bereitschaft aller Beteiligten zu garantieren. Beispiele von Instrumenten, die einer Organisation dabei helfen zu einer lernenden Organisation zu werden, sind in der Literatur zu finden.